# Daniel Maggiolo
Daniel Maggiolo (* 1956 in Montevideo; † 8. Oktober 2004) war ein uruguayischer Komponist und Musikpädagoge.

## Leben
Maggiolo absolvierte an der Hochschule für Musik Hanns Eisler Berlin eine Ausbildung als Tonmeister. Danach studierte er bis 1988 an der Escuela Universitaria de Música der Universidad de la República Musikwissenschaft. Zu seinen Lehrern zählte hier Héctor Tosar. Nach dem Studium übernahm er die Leitung des Studienganges für Musikalische Akustik. Mit anderen Dozenten der Musikschule gründete er das Studio für Elektroakustische Musik (Estudio de Música Electroacústica), dessen Leiter er bis zu seinem Tod war.
Als Komponist war er Teil einer Gruppe von Komponisten, die sich im Bereich der experimentellen  und multimedialen Musik profilierten und auf verschiedene Weise von der Lehrtätigkeit Héctor Tosar geprägt waren. Zu dieser zählen neben Maggiolo u. a. Fernando Cóndon, Luis Jure, Carlos da Silveira, Felipe Silveira, Álvaro Méndez, Jorge Camiruaga und Leo Maslìah. 1997 erschien das Album Después de Maracaná. Música electroacústica de Uruguay mit Kompositionen von Maggiolo, Jure, Cóndon und da Silveira. Mit der Grupo Paisaje Sonoro entwickelte Maggiolo 2000 ein Projekt mit Klanglandschaften aus Uruguay und Venezuela. Unterstützt vom Goethe-Institut in Montevideo und in Zusammenarbeit mit Hans-Ulrich Werner und Mitgliedern der Grupo Paisaje Sonoro realisierte er ab 2001 das Projekt Montevideo-Köln. Bei Veranstaltungen in Köln und in Montevideo wurden hierbei u. a. Klangbilder beider Städte und auch Klanglandschaften von R. Murray Schafer, Barry Truax, Hildegard Westerkamp, Claude Schryer, Hans-Ulrich Werner und Leonardo Fiorelli und der von Wilfried Reichert und Hans-Ulrich Werner mit Klang versehene Stummfilm Chicago (1930) des deutschen Schriftstellers und Journalisten Heinrich Hauser präsentiert. Der WDR produzierte basierend auf dem Projekt die Sendung M(etaS)onTeVideo, als Ars acustica, die 2003 ausgestrahlt wurde.